# Forteresse de Daugavpils
La forteresse de Daugavpils ou la forteresse de Dunabourg (en letton : Daugavpils / Dinaburgas cietoknis) est une fortification située dans la ville de Daugavpils en Lettonie. Sa construction, commencée en 1810, a été terminée en 1878.

## Situation
L'ensemble fortifié s'étend sur 200 hectares à l'extérieur et au nord du centre-ville, sur la rive droite de la Daugava. Une seconde forteresse plus petite est située sur la rive gauche du fleuve.

## Histoire
Dès 1275, existe une forteresse de protection des droits du commerce sur la Daugava.
En 1577, au cours des guerres de Livonie, le tsar Ivan IV la détruit et en établit une nouvelle à 19 km en aval du château, sur la rive droite.
Cette fortification est renforcée sous le règne du roi polono-lituanien Étienne Báthory (1533-1586).
En 1810, le tsar Alexandre Ier (1777-1825), redoutant une invasion napoléonienne imminente, décide de renforcer la forteresse, bien endommagée. Au moins 10 000 travailleurs y sont employés. Les architectes sont Georg Heinrihs Hekels (1764-1832) et Aleksandrs Štauberts (de) (1781-1843). Les armées napoléoniennes approchent de cette forteresse bien incomplète, qui abrite un peu plus de 2 500 militaires pour la protéger.
Le 28 juin, Napoléon entre à Vilnius, s'y installe, et y commande sa Campagne de Russie de 1812.
Le 30 juin, les troupes du général Claude Legrand (1762-1815), assisté de Marcellin Marbot (1782-1854), de Nicolas-Charles Oudinot (1767-1847), d'Étienne Ricard (1771-1843), et d'Étienne Macdonald (1765-1840), attaquent, avec 32 000 fantassins et (2 400 cavaliers. Les combats durent quatre heures. Après trois autres jours de combats, l'ordre est donné de diviser les forces, de laisser la majeure partie poursuivre vers Saint-Pétersbourg, pour une autre partie de s'emparer de Dunabourg (Daugavpils) et détruire la forteresse, et pour le reste de continuer vers Riga par Jēkabpils-Krustpils et Jelgava.
Un petit monument, formé de trois canons dressés en fontaine, dans le parc du centre de la forteresse, commémore la victoire russe contre les troupes napoléoniennes.
De 1920 à 1940 elle fut le quartier général des Forces armées lettones ; pendant la Seconde Guerre mondiale elle fut le stalag 340 pour les militaires soviétiques. L'église jésuite de la forteresse fut détruite à cette époque.
De 1948 à 1993 elle fut le siège de l'École supérieure d'ingénierie de l'aviation militaire de Daugavpils (D.V.V.A.I.U.)